# Rio Banpotoc
O Rio Banpotoc é um rio da Romênia afluente do Rio Vărmaga, localizado no distrito de Hunedoara.